# Sauvagnac
Pour les articles homonymes, voir Sauvagnac (homonymie).
Ne pas confondre avec Sauvignac, commune du Sud Charente
Sauvagnac (Sauvanhac en occitan) est une commune du Sud-Ouest de la France, située dans le département de la Charente (région Nouvelle-Aquitaine).

## Géographie

### Localisation et accès
Sauvagnac est une commune de la Charente limousine limitrophe de la Haute-Vienne. Elle fait partie du canton de Montembœuf et elle est la moins étendue et la moins peuplée du canton. Elle est à 8 km au sud-est de Montembœuf et 40 km à l'est d'Angoulême.
Elle est aussi à 4 km au sud de Massignac, 15 km au nord-est de Montbron, 20 km à l'est de La Rochefoucauld, 30 km au sud de Confolens et 48 km à l'ouest de Limoges.
À l'écart des routes importantes, elle est desservie par la D 27, route est-ouest qui va à l'ouest en direction de La Rochefoucauld, Angoulême et Montembœuf, mais qui continue jusqu'à Villefagnan en passant par Chasseneuil. À l'est, la D 27 va vers Les Salles-Lavauguyon en Haute-Vienne, puis s'appelle la D 34 qui continue vers l'est en direction de Limoges par Saint-Laurent-sur-Gorre. La commune est desservie aussi par la D 163, qui va au sud en direction de Montbron par Roussines et au nord en direction de Chabanais par Massignac.
Le bourg est situé exactement au croisement de ces deux routes. La D 399 va vers le sud-est en direction de Maisonnais en Haute-Vienne.

### Hameaux et lieux-dits
Le bourg est de la taille d'un hameau. La commune compte quelques hameaux : la Pélussonnie au nord, Chez Balland à l'est, Clareuil et la Peyre au sud, où il y a une colonie de vacances en été.

### Communes limitrophes
|            | Massignac                 |                                      |
| Le Lindois | Sauvagnac                 | Les Salles-Lavauguyon (Haute-Vienne) |
| Roussines  | Maisonnais (Haute-Vienne) |                                      |

### Géologie et relief
Comme toute la partie nord-est du département de la Charente qu'on appelle la Charente limousine, la commune appartient géologiquement à la partie occidentale du Massif central, composée de roches cristallines et métamorphiques, relique de la chaîne hercynienne.
Une grande partie sud de la commune est occupée par le massif granitique de Saint-Mathieu et une petite partie nord par du gneiss,,.
Le relief de la commune est assez plat, occupant un vaste plateau élevé, et l'altitude relativement forte par rapport au reste de la Charente car l'altitude moyenne est de 260 m. Le point culminant, 282 m est situé au centre de la commune, légèrement au nord du bourg, et le point le plus bas, 229 m est situé à l'extrémité sud en limite avec Roussines.
Le bourg est à 277 m d'altitude.

### Hydrographie

#### Réseau hydrographique

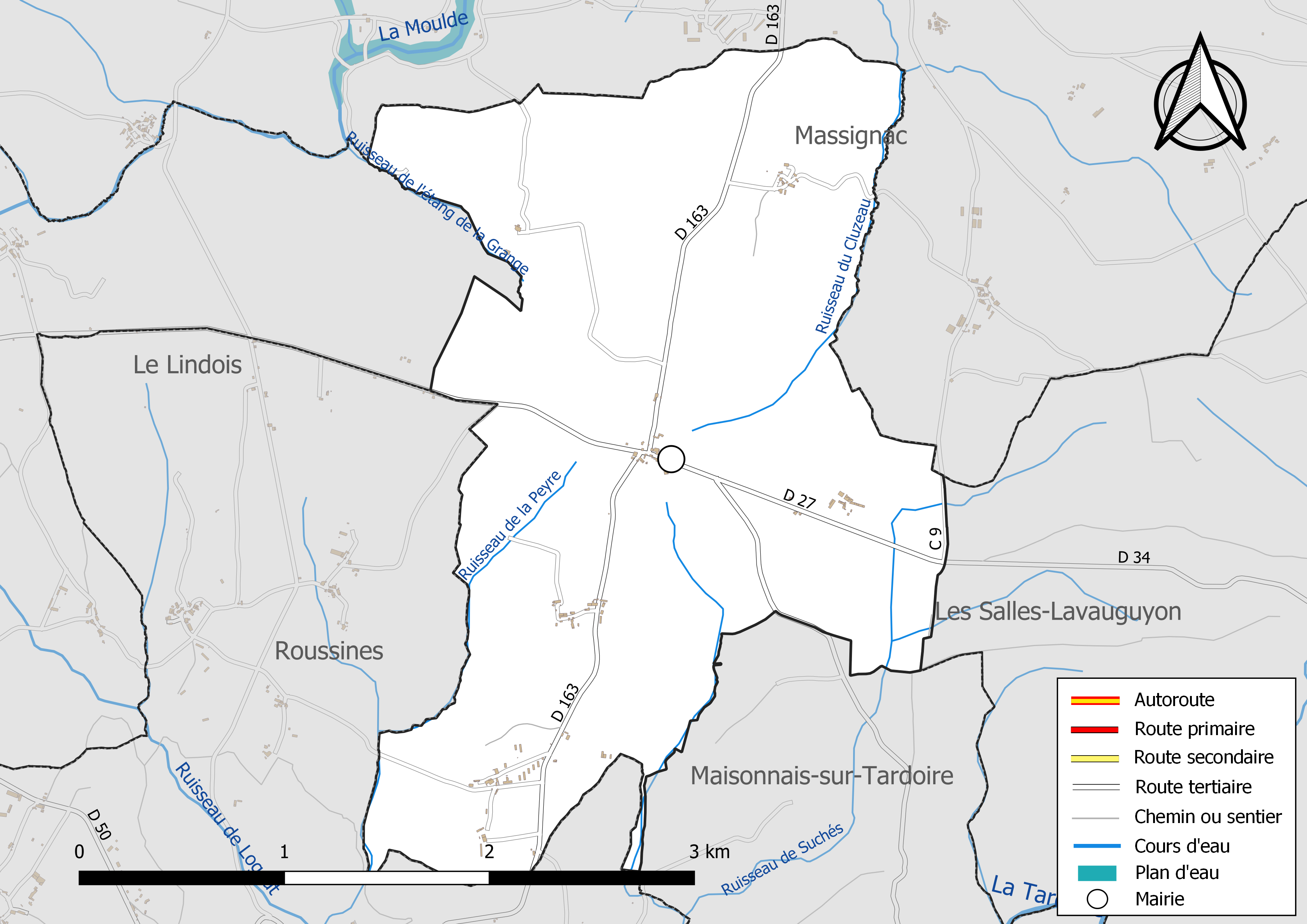
Réseaux hydrographique et routier de Sauvagnac.

La commune est située dans le bassin versant de la Charente au sein du Bassin Adour-Garonne. Elle est drainée par le ruisseau de la Peyre, le ruisseau de l'étang de la Grange, le ruisseau de Suchés, le ruisseau du Cluzeau et par divers petits cours d'eau, qui constituent un réseau hydrographique de 8 km de longueur totale,.
La commune se trouve sur un plateau correspondant à une ligne de partage des eaux secondaire, dans le bassin de la Charente. Au nord, les ruisseaux se dirigent vers la Moulde, premier affluent notable de la Charente non loin de sa source. Le ruisseau du Cluzeau est sur la limite nord-est et le ruisseau de l'Etang de la Grange est sur la limite nord-ouest. Au sud, le ruisseau de la Peyre qui fait la limite sud-ouest se dirige vers la Tardoire.
Le sol imperméable facilite aussi la présence de nombreuses mares et retenues d'eau.

#### Gestion des eaux
Le territoire communal est couvert par le schéma d'aménagement et de gestion des eaux (SAGE) « Charente ». Ce document de planification, dont le territoire correspond au bassin de la Charente, d'une superficie de 9 300 km2, a été approuvé le 19 novembre 2019. La structure porteuse de l'élaboration et de la mise en œuvre est l'établissement public territorial de bassin Charente. Il définit sur son territoire les objectifs généraux d’utilisation, de mise en valeur et de protection quantitative et qualitative des ressources en eau superficielle et souterraine, en respect des objectifs de qualité définis dans le troisième SDAGE  du Bassin Adour-Garonne qui couvre la période 2022-2027, approuvé le 10 mars 2022.

### Climat
Comme cette partie orientale de la Charente comprise dans le Massif central, le climat est océanique dégradé.

### Végétation
La commune est assez boisée ; on y trouve des landes, avec châtaigniers, épicéas, bouleaux, chênes, ajoncs, en alternance avec du bocage.

## Urbanisme

### Typologie
Au 1er janvier 2024, Sauvagnac est catégorisée commune rurale à habitat très dispersé, selon la nouvelle grille communale de densité à 7 niveaux définie par l'Insee en 2022.
Elle est située hors unité urbaine et hors attraction des villes,.

### Occupation des sols
L'occupation des sols de la commune, telle qu'elle ressort de la base de données européenne d’occupation biophysique des sols Corine Land Cover (CLC), est marquée par l'importance des territoires agricoles (65,6 % en 2018), en augmentation par rapport à 1990 (62 %). La répartition détaillée en 2018 est la suivante : 
zones agricoles hétérogènes (35,2 %), forêts (34,4 %), prairies (28 %), terres arables (2,4 %). L'évolution de l’occupation des sols de la commune et de ses infrastructures peut être observée sur les différentes représentations cartographiques du territoire : la carte de Cassini (XVIIIe siècle), la carte d'état-major (1820-1866) et les cartes ou photos aériennes de l'IGN pour la période actuelle (1950 à aujourd'hui).

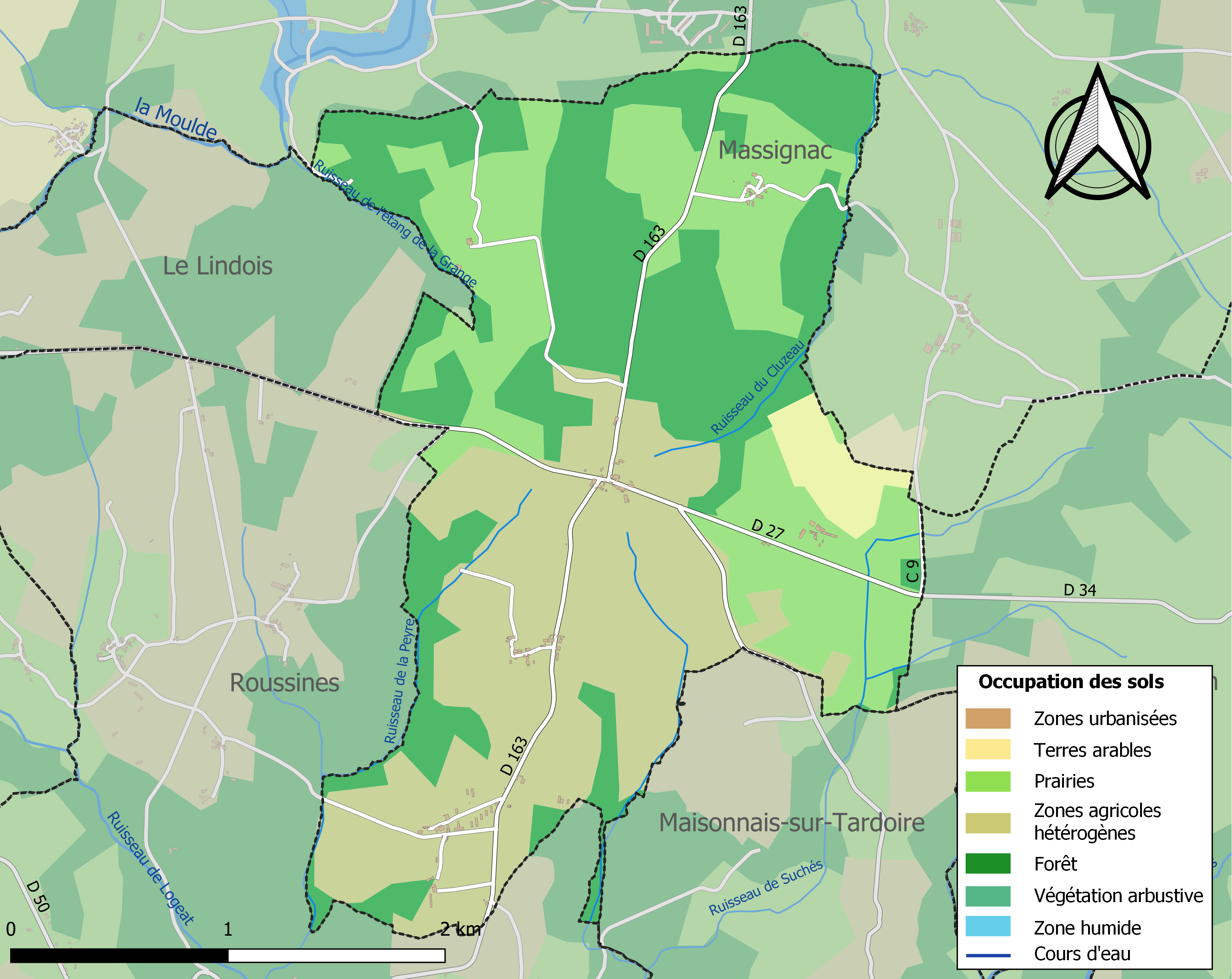
Carte des infrastructures et de l'occupation des sols de la commune en 2018 (CLC).

### Risques majeurs
Le territoire de la commune de Sauvagnac est vulnérable à différents aléas naturels : météorologiques (tempête, orage, neige, grand froid, canicule ou sécheresse) et séisme (sismicité faible). Il est également exposé à un risque particulier : le risque de radon. Un site publié par le BRGM permet d'évaluer simplement et rapidement les risques d'un bien localisé soit par son adresse soit par le numéro de sa parcelle.

#### Risques naturels
Par ailleurs, afin de mieux appréhender le risque d’affaissement de terrain, l'inventaire national des cavités souterraines permet de localiser celles situées sur la commune.
La commune a été reconnue en état de catastrophe naturelle au titre des dommages causés par les inondations et coulées de boue survenues en 1982, 1983 et 1999. Concernant les mouvements de terrains, la commune a été reconnue en état de catastrophe naturelle au titre des dommages causés par des mouvements de terrain en 1999.

#### Risque particulier
Dans plusieurs parties du territoire national, le radon, accumulé dans certains logements ou autres locaux, peut constituer une source significative d’exposition de la population aux rayonnements ionisants. Certaines communes du département sont concernées par le risque radon à un niveau plus ou moins élevé. Selon la classification de 2018, la commune de Sauvagnac est classée en zone 3, à savoir zone à potentiel radon significatif.

## Toponymie
Les formes anciennes sont Souvanhac vers 1300, Salvanhaco (non datée).
L'origine du nom de Sauvagnac remonterait à un nom de personne gallo-romain Silvanius ou Salvanius auquel est apposé le suffixe -acum, ce qui correspondrait à Salvaniacum, « domaine de Salvanius »,.

### Dialecte
La commune est dans la partie occitane de la Charente qui en occupe le tiers oriental, et le dialecte est limousin. 
Elle se nomme Sauvanhac en occitan.

## Histoire
Au début du XXe siècle, le domaine de la Peyre dans le sud de la commune était possédé par le vicomte de Chaumeils. C'est maintenant un centre de vacances de la ville de Vitry-sur-Seine.
Près de l'église était un chêne plusieurs fois centenaire, sous lequel se déroulait le premier dimanche après le 29 août la fête patronale du village.

## Administration

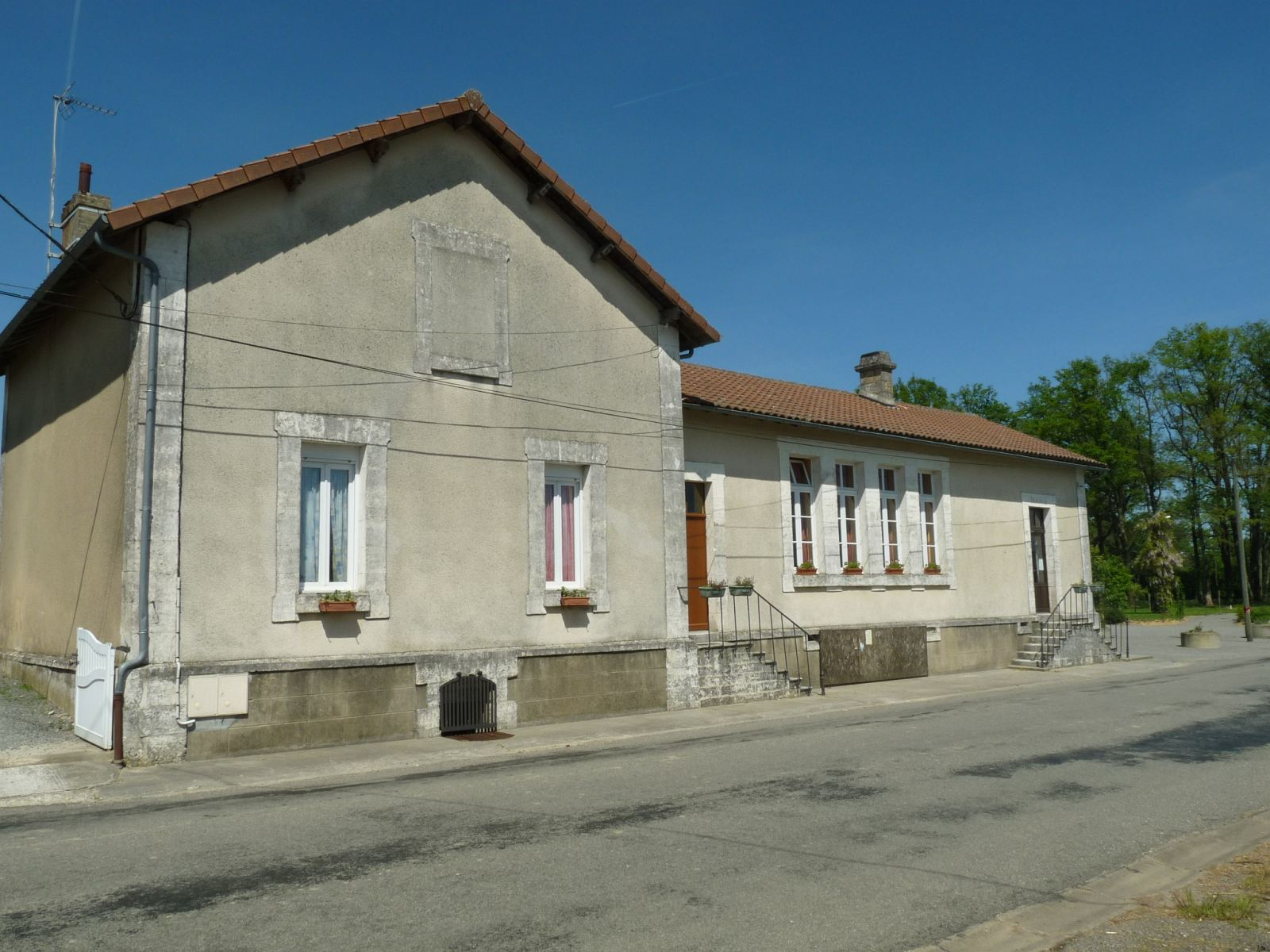
La mairie.

| Période                                  | Période  | Identité          | Étiquette | Qualité     |
| ---------------------------------------- | -------- | ----------------- | --------- | ----------- |
| Les données manquantes sont à compléter. |          |                   |           |             |
| 1995                                     | 2014     | Joël Renaud       | SE        | Agriculteur |
| 2014                                     | En cours | Christelle Renaud |           |             |

## Démographie

### Évolution démographique
L'évolution du nombre d'habitants est connue à travers les recensements de la population effectués dans la commune depuis 1793. Pour les communes de moins de 10 000 habitants, une enquête de recensement portant sur toute la population est réalisée tous les cinq ans, les populations de référence des années intermédiaires étant quant à elles estimées par interpolation ou extrapolation. Pour la commune, le premier recensement exhaustif entrant dans le cadre du nouveau dispositif a été réalisé en 2004.

En 2022, la commune comptait 68 habitants, en évolution de +11,48 % par rapport à 2016 (Charente : −0,48 %, France hors Mayotte : +2,11 %).
| 1793 | 1800 | 1806 | 1821 | 1831 | 1841 | 1846 | 1851 | 1856 |
| ---- | ---- | ---- | ---- | ---- | ---- | ---- | ---- | ---- |
| 182  | 180  | 209  | 230  | 178  | 205  | 213  | 215  | 202  |

| 1861 | 1866 | 1872 | 1876 | 1881 | 1886 | 1891 | 1896 | 1901 |
| ---- | ---- | ---- | ---- | ---- | ---- | ---- | ---- | ---- |
| 206  | 197  | 196  | 227  | 224  | 238  | 237  | 236  | 218  |

| 1906 | 1911 | 1921 | 1926 | 1931 | 1936 | 1946 | 1954 | 1962 |
| ---- | ---- | ---- | ---- | ---- | ---- | ---- | ---- | ---- |
| 208  | 204  | 190  | 175  | 186  | 170  | 152  | 113  | 110  |

| 1968 | 1975 | 1982 | 1990 | 1999 | 2004 | 2006 | 2009 | 2014 |
| ---- | ---- | ---- | ---- | ---- | ---- | ---- | ---- | ---- |
| 93   | 81   | 76   | 69   | 64   | 72   | 76   | 75   | 63   |

| 2019 | 2022 | - | - | - | - | - | - | - |
| ---- | ---- | - | - | - | - | - | - | - |
| 64   | 68   | - | - | - | - | - | - | - |

### Pyramide des âges
La population de la commune est relativement âgée.
En 2018, le taux de personnes d'un âge inférieur à 30 ans s'élève à 18,8 %, soit en dessous de la moyenne départementale (30,2 %). À l'inverse, le taux de personnes d'âge supérieur à 60 ans est de 37,5 % la même année, alors qu'il est de 32,3 % au niveau départemental.
En 2018, la commune comptait 32 hommes pour 31 femmes, soit un taux de 50,79 % d'hommes, largement supérieur au taux départemental (48,41 %).
Les pyramides des âges de la commune et du département s'établissent comme suit.
| Hommes | Classe d’âge | Femmes |
| ------ | ------------ | ------ |
| 0,0    | 90 ou +      | 0,0    |
| 6,1    | 75-89 ans    | 12,9   |
| 27,3   | 60-74 ans    | 29,0   |
| 30,3   | 45-59 ans    | 22,6   |
| 15,2   | 30-44 ans    | 19,4   |
| 12,1   | 15-29 ans    | 6,5    |
| 9,1    | 0-14 ans     | 9,7    |

| Hommes | Classe d’âge | Femmes |
| ------ | ------------ | ------ |
| 1      | 90 ou +      | 2,7    |
| 9,2    | 75-89 ans    | 12     |
| 20,6   | 60-74 ans    | 21,3   |
| 20,7   | 45-59 ans    | 20,3   |
| 16,8   | 30-44 ans    | 16     |
| 15,6   | 15-29 ans    | 13,4   |
| 16,1   | 0-14 ans     | 14,3   |

## Économie
Le territoire communal est forestier et agricole, principalement de l'élevage ovin et de vaches limousines.

## Équipements, services et vie locale
Il n'y a aucun commerce dans la commune, et les services sont à Massignac, Montembœuf, Montbron ou Angoulême.

## Lieux et monuments
L'église paroissiale Saint-Jean-Baptiste, entourée du cimetière, était le siège d'un prieuré-cure dépendant du prieuré conventuel des Salles-Lavauguyon. Sa voûte et son clocher ont été refaits à la fin du XIXe siècle.

L'église de Sauvagnac
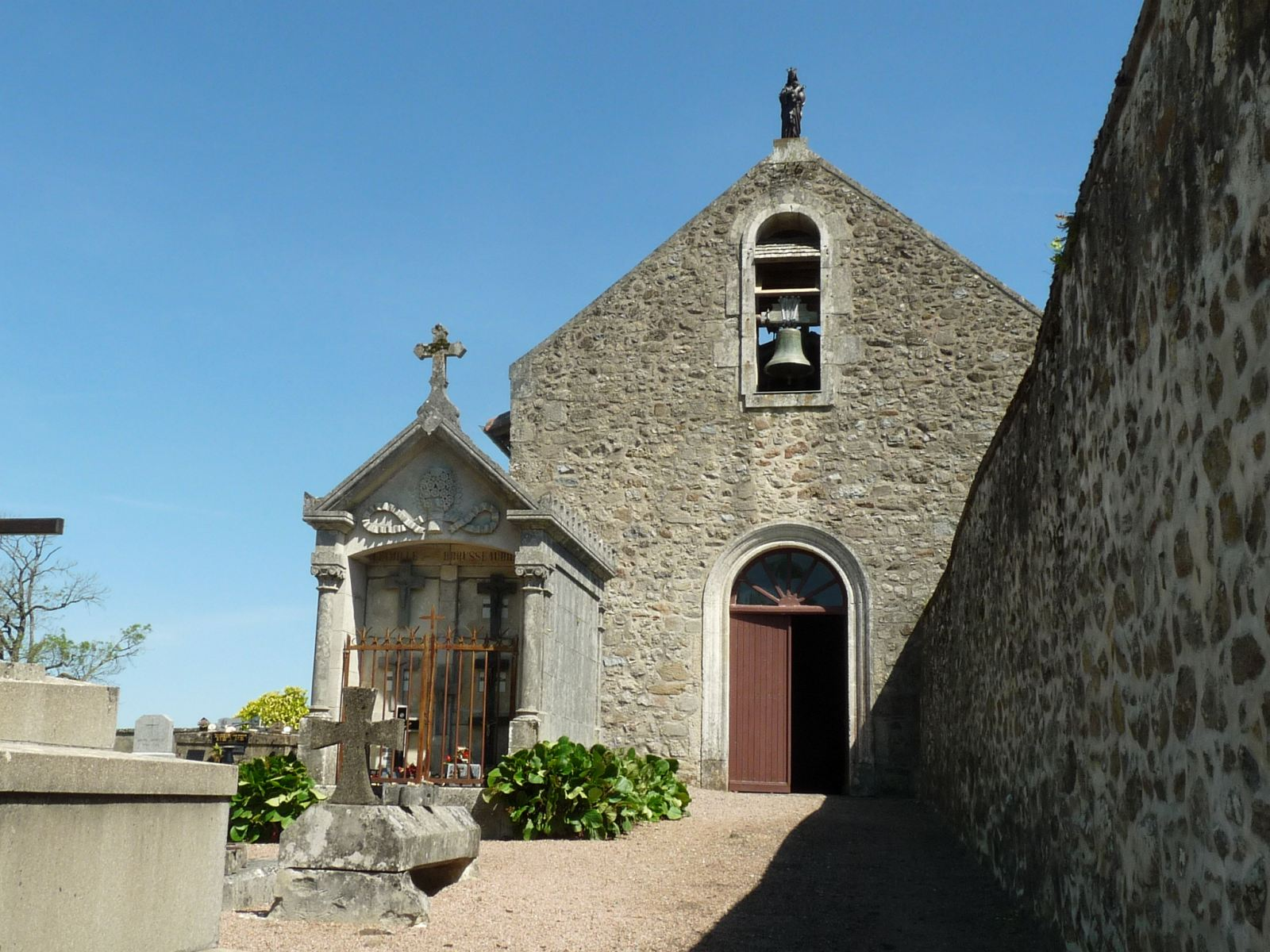
L'entrée.
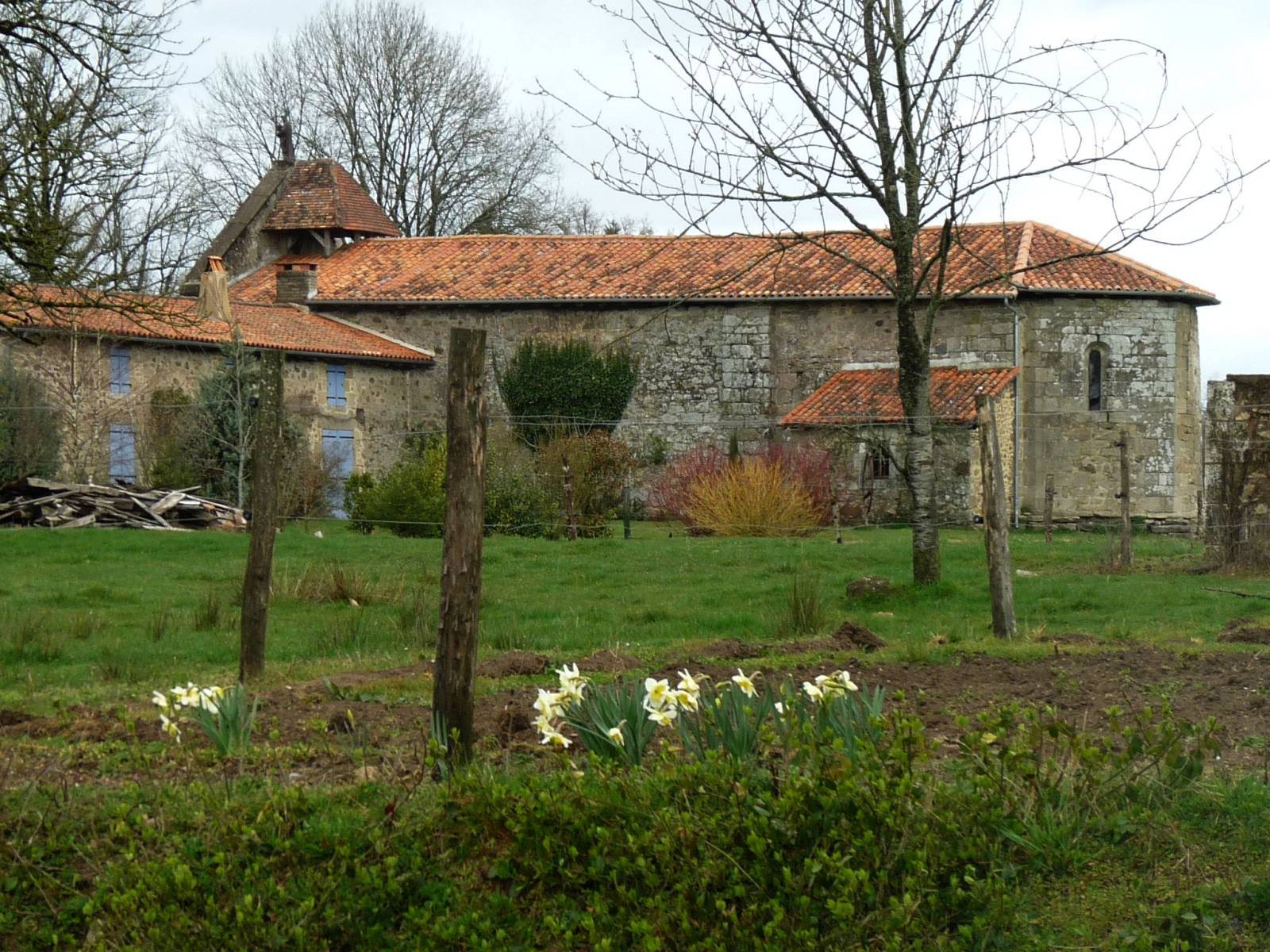
Vue du bourg.
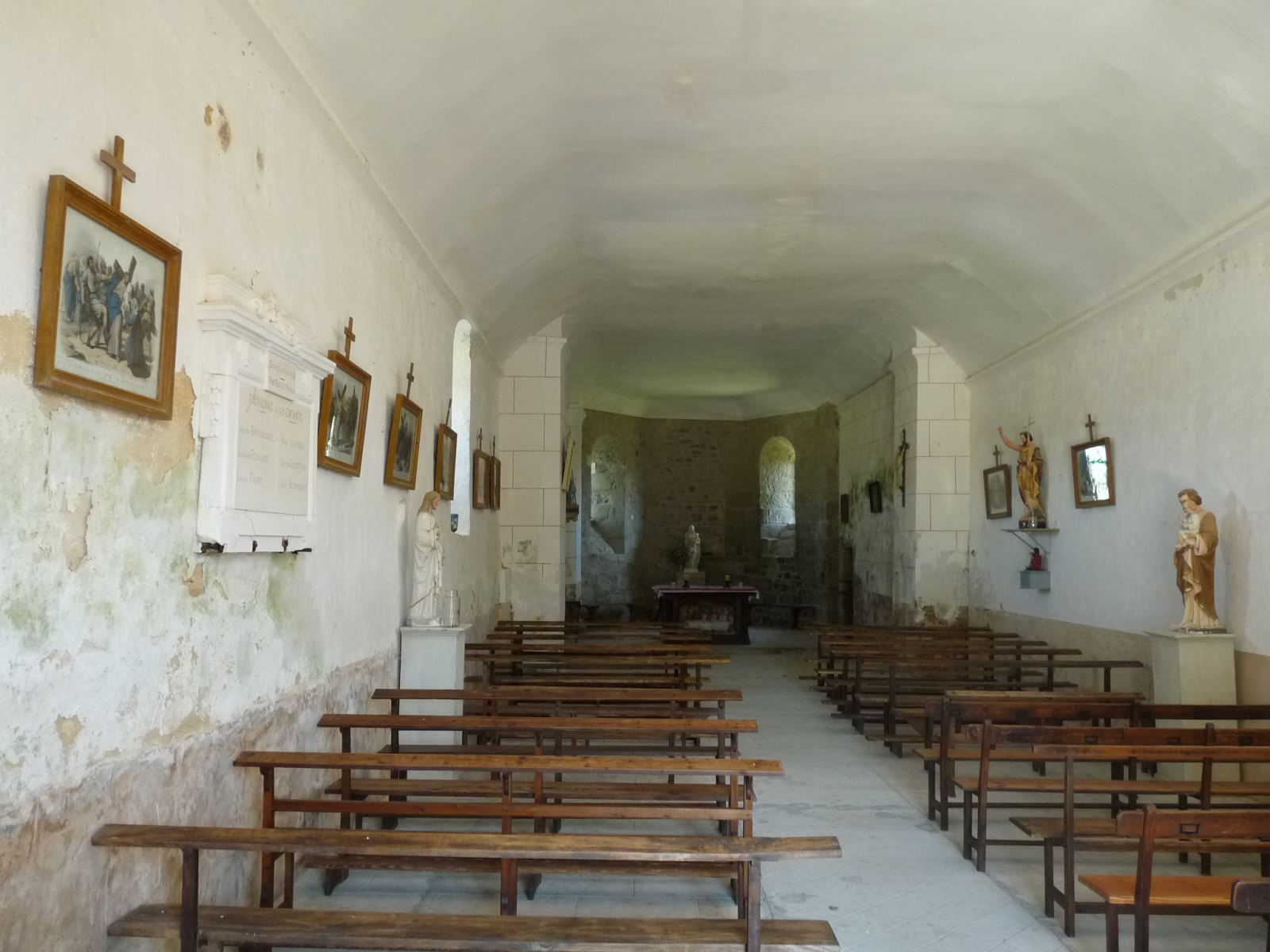
L'intérieur.